# Velvyslanectví České republiky v Paříži
Velvyslanectví České republiky v Paříži (Ambassade de la République tchèque à Paris) je zastupitelský úřad Česka ve Francii s diplomatickou a konzulární působností pro území Francie a Monaka. Velvyslanectví sídlí na adrese 15, Avenue Charles Floquet v 7. obvodu poblíž Eiffelovy věže. 
Od prosince 2024 je velvyslancem České republiky ve Francii diplomat a politický geograf Jaroslav Kurfürst. Konzulární oddělení velvyslanectví sídlí v domě č. 18 v Rue Bonaparte. Zde se rovněž nachází České centrum v Paříži.

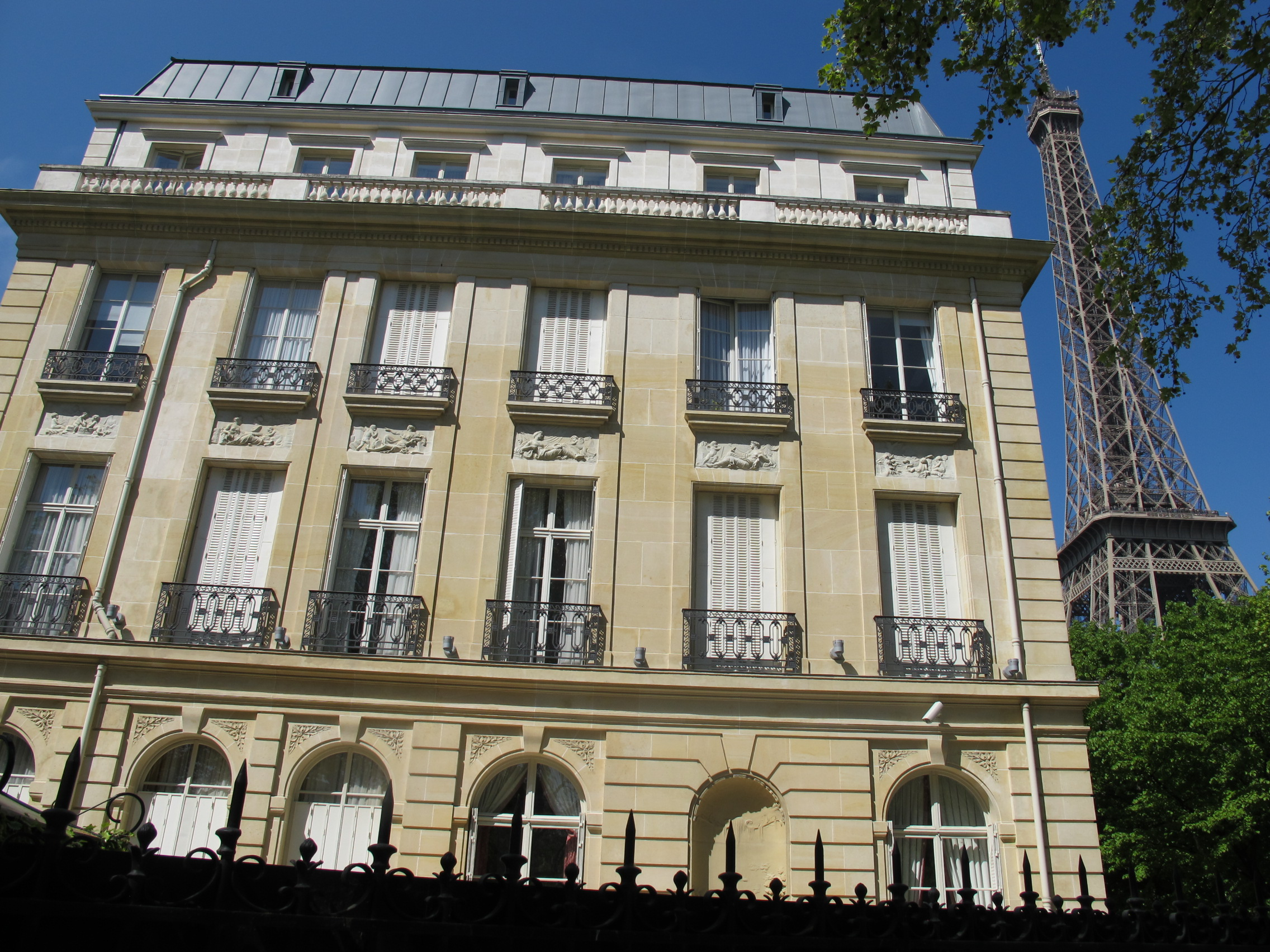
Budova ambasády s Eiffelovou věží

## Budova
Budova je nejhonosnějším sídlem českého zastupitelského úřadu. Městský palác si nechala postavit v letech 1909-1912 Elisabeth Françoise Marie de la Rochefoucauld, kněžna de Ligne. V roce 1919 si palác pronajalo Československo pro své diplomatické zastoupení v Paříži a v roce 1924 jej od kněžny de Ligne odkoupilo za více než 4 miliony franků.
Budova byla postavena v historizujícím slohu, který se inspiroval francouzskou architekturou 17. a 18. století.
Jednotlivá podlaží mají své funkce. V přízemí je hlavní reprezentační prostor, tzv. mramorový sál, jehož zdi jsou obloženy pravým i umělým mramorem zdobeným pozlacenými ornamenty. Do mezipatra byly umístěny byty domovníků a kurýrní pokoje. V prvním patře (tzv. piano nobile) se nachází velvyslancova rezidence. Ve druhém a třetím patře jsou kanceláře velvyslanectví. Budova prošla v letech 2001-2004 celkovou rekonstrukcí, při které byla na střeše vybudována terasa.
Po vypuknutí druhé světové války pokračovala činnost úřadu pod vedením Štefana Osuského dál v činnosti až do dobytí Paříže v červnu 1940, i když Československá republika od 15. března 1939 již neexistovala. Velvyslanectví se stalo jedním z prvních center československého zahraničního odboje. Od skončení války budova opět slouží svému účelu Československé, později České republice.